# Gruppo Sportivo San Michele Poggio a Caiano
Il Gruppo Sportivo San Michele Poggio a Caiano, noto semplicemente come San Michele  e talvolta San Michele Firenze o San Michele Prato per localizzare geograficamente la società, è stata una squadra italiana di calcio a 5 con sede a Poggio a Caiano.

## Storia
Società tra le pioniere della disciplina in Italia, il Gruppo Sportivo San Michele è stato a lungo la massima espressione del calcio a 5 regionale, nonché la prima squadra toscana della storia a disputare la Serie A (stagione 1991-92). Insieme a Prato e San Paolo Pisa, la società è stata uno dei vertici del cosiddetto triangolo del futsal toscano che a cavallo del nuovo millennio ha centrato importanti affermazioni nazionali sia a livello assoluto sia con le proprie formazioni giovanili. La prima stagione disputata è il 1984-85, conclusa al sesto posto nel campionato regionale; competizione che cinque anni più tardi vince, venendo promosso in Serie B. La stagione seguente centra il doppio salto di categoria, approdando così, prima ed unica squadra toscana fino a quel momento, al campionato di Serie A. Nella massima serie la compagine poggese giocò un'unica stagione, conclusa al sedicesimo posto che ne decretò la retrocessione. Per oltre un decennio la squadra rimase in Serie B, fallendo nel 1998 lo spareggio contro i piemontesi del Caseificio Pugliese che ne avrebbe comportato la ammissione nella nascente Serie A2. Pur avendo sfiorato la promozione per alcune stagioni (sconfitta in semifinale play-off dal Cesena nel 2002 e in finale dal Bergamo nell'edizione seguente), la squadra riuscì a raggiungere la categoria solamente grazie a un ripescaggio. Dopo un ventennio esatto dalla fondazione, nel maggio 2004 l'allora presidente Renzo Gualchieri annunciò la fusione con il Prato a formare una società di capitali, prima del genere nel mondo del calcio dilettantistico italiano. Le due dirigenze, fusesi in unico organigramma, definirono la decisione imprescindibile per restare ai vertici della disciplina. La volontà dichiarata fu quella di radicare maggiormente la società nel territorio e fornire elementi validi per la prima squadra in prospettiva futura.

## Partecipazione ai campionati
| Livello | Categoria | Partecipazioni | Debutto   | Ultima stagione | Totale |
| ------- | --------- | -------------- | --------- | --------------- | ------ |
| 1°      | Serie A   | 1              | 1991-1992 | 1991-1992       | 1      |
| 2º      | Serie B   | 7              | 1990-1991 | 1997-1998       | 8      |
| 2º      | Serie A2  | 1              | 2003-2004 | 2003-2004       | 8      |
| 3º      | Serie B   | 5              | 1998-1999 | 2002-2003       | 5      |

## Rosa 2003-2004[7]
| N° | Naz.              | Ruolo | Sportivo               | Anno     |  |  |
| -- | ----------------- | ----- | ---------------------- | -------- |  |  |
|    | Italia (bandiera) | POR   | Nicola Giannattasio    | 15.12.80 |  |  |
|    | Italia (bandiera) | POR   | Massimiliano Innocenti | 13.01.85 |  |  |
|    | Italia (bandiera) | POR   | Matteo Mordini         | 10.06.77 |  |  |
|    | Italia (bandiera) | DIF   | Roberto Coccia         | 04.09.72 |  |  |
|    | Italia (bandiera) | DIF   | Stefano Tesi           | 18.09.79 |  |  |
|    | Italia (bandiera) | UNI   | Federico Leone         | 06.04.74 |  |  |
|    | Italia (bandiera) | UNI   | Manuel Moro            | 11.02.74 |  |  |
|    | Italia (bandiera) | UNI   | Massimiliano Picconi   | 11.10.76 |  |  |
|    | Italia (bandiera) | UNI   | Massimo Quattrini      | 26.09.68 |  |  |
|    | Italia (bandiera) | UNI   | Devid Vincentini       | 23.04.79 |  |  |
|    | Italia (bandiera) | LAT   | Andrea Cristoforetti   | 21.12.74 |  |  |
|    | Italia (bandiera) | LAT   | Luca Di Lalla          | 20.12.82 |  |  |
|    | Italia (bandiera) | LAT   | Giacomo Migliacci      | 01.01.82 |  |  |
|    | Italia (bandiera) | PIV   | Giuliano Di Giosio     | 01.08.70 |  |  |
|    | Italia (bandiera) | PIV   | Vincenzo Di Lauro      | 29.10.82 |  |  |